# Дубей Ігор Ярославович
І́гор Яросла́вович Дубе́й — доктор хімічних наук, лауреат Державної премії України в галузі науки і техніки (2001).

## З життєпису
1984 року закінчив хімічний факультет, Київського національного університету імені Тараса Шевченка — диплом з органічної хімії природних сполук. З 1984 по 1987 рік — аспірант, лабораторія генетичної інженерії, Інститут біоорганічної хімії ім. Шемякіна АН СРСР (Москва).
1990 року захистив роботу кандидата хімічних наук (біоорганічна хімія). В 1987—1990 роках — молодший науковий співробітник, лабораторія хімії нуклеїнових кислот (ЛХНК), Інститут біоорганічної хімії та нафтохімії НАН України. Протягом 1990—1992 років — науковий співробітник, з 1992-го — старший науковий співробітник. Від 1998 року — провідний науковий співробітник, відділ структури та функції нуклеїнових кислот, Інститут молекулярної біології і генетики НАН України.
2009 року здобув ступінь доктора хімічних наук (біоорганічна хімія). Від того ж року — завідувач відділу синтетичних біорегуляторів, старший науковий співробітник.
1992 та 1993 року відзначений персональними грантами Міжнародного наукового фонду Джоржа Сороса.
1993 нагороджений Почесним дипломом Національної академії наук України.
Лауреат Державної премії України в галузі науки і техніки 2001 року — за цикл робіт «Теорія і практика створення антисигнатурних олігодезоксирибонуклеотидів як універсальних антимікробних засобів»; співавтори Алексєєва Інна Володимирівна, Єгоров Олег Володимирович, Макітрук Василь Лукич, Малиновська Лариса Петрівна, Панченко Лариса Петрівна, Серебряний Саул Бенціонович, Скрипаль Іван Гаврилович, Федоряк Дмитро Михайлович, Шаламай Анатолій Севастянович.
З 2005 року — член редколегії журналу «Ukrainica Bioorganica Acta»; від 2010 року — член редколегії журналу «Biopolymers and Cell».
Основні напрями наукової діяльності:
- дизайн, синтез і дослідження біологічно активних гетероциклічних сполук
- специфічні ліганди квадруплексної ДНК
- хімія й біологічні властивості нуклеозидів, нуклеотидів та олігонуклеотидів, їхніх аналогів і кон'югатів
- полімери для біомедичних задач та твердофазного синтезу.

Серед робіт: «Вивчення взаємодії 2'-5'-олігоаденілатів та їхніх аналогів із протеїнами за допомогою флуоресцентної спектроскопії» співавтори М. Ю. Лосицький, В. В. Ткачук, З. Ю. Ткачук, Л. В. Ткачук, В. М. Ящук, 2011.